# Ursa (filme)
Ursa é um filme de drama brasileiro de 2021, escrito e dirigido por William de Oliveira, marcando a estreia do diretor em longas-metragens. O filme teve sua première no Olhar de Cinema – Festival Internacional de Curitiba,  e exibições em eventos como o CineBH, o Festival de Vitória e o FESTin, em Lisboa, entre outros.. 
A trama acompanha os trágicos desdobramentos de um ataque de pit bull em um bairro periférico. 

## Sinopse
Dois meninos entram no quintal de um vizinho para recuperar uma bola e são atacados por uma cadela da raça pitbull. A mãe dos meninos, Viviane (Adriana Sottomaior), consumida pelo remorso, ainda precisa lidar com a pressão familiar, por ser apontada como a responsável pela tragédia, ao passo que o dono da cadela, Jonas (Diego Perin) um jovem músico que havia se mudado recentemente, enfrenta a hostilidade dos moradores da região. Conforme a trama avança, a tensão cresce, os conflitos se intensificam e tudo converge para um desfecho inesperado.

## Elenco
- Adriana Sottomaior como Viviane
- Diego Perin como Jonas
- Cinara Vitor como Cíntia
- Paulo Matos como Vizinho
- Mila Girassol como Greice
- José Castro como Oswaldo
- Cassia Damasceno como Sônia
- Patricia Cipriano como Elisângela
- Luiz Bertazzo como Murilo

## Prêmios
A atriz curitibana Adriana Sottomaior, em sua estreia no cinema, foi reconhecida como um dos destaques do filme  e premiada como melhor atriz no 13º FESTin, em Lisboa , no 9º Festival de Cinema de Caruaru , e também recebeu uma menção honrosa pela interpretação no 29º Festival de Vitória. 
No 29º Festival de Vitória, o filme também recebeu o troféu de melhor roteiro de longa-metragem.
O filme também foi premiado nas categorias de Melhor Filme, Melhor Direção, Melhor Roteiro e Melhor Desenho de som no 9º Festival de Cinema de Caruaru.

## Recepção
Na ocasião do lançamento do filme, A crítica Nayara Reynaud  escreveu: "Desde seu premiado curta-metragem Aquele Casal (2019), o jovem cineasta William de Oliveira tem demonstrado, não só um interesse genuíno, como um esmero em desenvolver bem a dramaturgia em seus roteiros. Algo que se repete em Ursa, seu longa de estreia".
Ela também escreveu que o filme "trata-se de um caso em que não há necessariamente um culpado, mas todos ao redor desejam achá-lo, seja de forma correta ou exageradamente. Assim, a vizinhança e a polícia caem em cima do dono da cadela, ao passo que o conselho tutelar e os antigos sogros cercam a mãe dos meninos, enquanto o noticiário sensacionalista explora a tragédia na TV. O trunfo do diretor aqui é não cair na mesma via da pura exploração trágica ou maniqueísta, mas construir um drama realista que capta a vivência periférica do contexto e a diferença de classes implicada nos dois protagonistas pegos nesta espiral de acontecimentos".
O crítico Celso Sababin destacou que "apoiado por um excelente elenco que confere veracidade a cada cena, Ursa marca uma mais do que promissora estreia do diretor em longas-metragens"..
Cid Vasconcellos Filho, em sua crítica no Club do Filme  destacou o longa como "um retrato fiel do Brasil e das tantas mães solo que fazem o que podem para sobreviver e continuar provendo, ainda que pouco, mas o suficiente, para seus filhos". 
O crítico Robledo Milani, do site Papo de Cinema, escreveu: "William de Oliveira, realizador com premiada carreira em curtas-metragens, dá seu primeiro passo no formato longa com um filme enxuto e objetivo, preocupado mais em traçar um cenário do que em, simplesmente, narrar uma história. Cada personagem que agrega ao contexto vai, lentamente, ganhando forma e motivações, em especial seus dois protagonistas. De maneira sutil, desprovido de didatismo ou explicações desnecessárias, muito se depreende pela formação imagética que reúne e pelo pouco que é dito, bastando para tanto exercer atenção aos detalhes, às interações e às consequências de seus atos. Teria Jonas deixado o portão aberto? Seria Viviane imprudente ao confiar seus filhos a uma menina não muito mais velha do que os dois? E o cão, como condená-lo por ser exatamente o que dele se espera? Em meio a uma busca de muitos culpados, o que chama atenção é o fato de serem todos vítimas".
A jornalista Maria do Rosário Caetano, ao escrever sobre Ursa no site Revista de Cinema  destacou que o final do filme "contrariará nossas espectativas mais óbvias. E nos mostrará um diretor em quem devemos prestar muita atenção". 

## Produção
As filmagens aconteceram no bairro CIC, na periferia de Curitiba, e cidades da região metropolitana da capital paranaense. 